# Nittsjösjön
Nittsjösjön är en sjö i Rättviks kommun i Dalarna och ingår i Dalälvens huvudavrinningsområde. Sjön har en area på 0,0589 kvadratkilometer och ligger 207,1 meter över havet.

## Delavrinningsområde
Nittsjösjön ingår i det delavrinningsområde (675587-146068) som SMHI kallar för Mynnar i Ammtjärnsån. Medelhöjden är 220 meter över havet och ytan är 0,8 kvadratkilometer. Det finns ett avrinningsområde uppströms, och räknas det in blir den ackumulerade arean 3,45 kvadratkilometer. Vattendraget som avvattnar avrinningsområdet har biflödesordning 3, vilket innebär att vattnet flödar genom totalt 3 vattendrag innan det når havet efter 297 kilometer. Avrinningsområdet består mestadels av skog (68 procent) och jordbruk (14 procent). Avrinningsområdet har 0,06 kvadratkilometer vattenytor vilket ger det en sjöprocent på 7,5 procent.